# Placentela translucida
Placentela translucida is een zakpijpensoort uit de familie van de Placentelidae. De wetenschappelijke naam van de soort is voor het eerst geldig gepubliceerd in 1969 door Kott.